# 이라진
이라진(李羅振, 1990년 1월 10일 ~ )은 대한민국의 펜싱 선수로 주 종목은 사브르이다. 그녀는 광저우에서 열린 2010년 아시안 게임의 여자 사브르 단체전 부문에서 은메달을 획득하였다.
그녀는 런던에서 열린 2012년 하계 올림픽에서 대한민국 대표로 여자 사브르 개인전에 팀동료이자 나중에 이 토너먼트에서 금메달을 차지한 김지연과 함께 참가하였다. 불행히도, 그녀는 베네수엘라의 알레한드라 베니테스에게 9-15로 패하며 탈락하였다.
그리고 인천에서 열린 2014년 하계 아시안 게임에서, 런던 하계 올림픽 금메달리스트 김지연을 상대로 여자 사브르 개인전 금메달을 획득하였다.

## 학력
- 양운초등학교
- 양운중학교
- 부산디자인고등학교
- 동의대학교 체육학